# Johannes Blaeu
Pour les articles homonymes, voir Blaeu.
Johannes Blaeu, né le 23 septembre 1596 à Alkmaar et mort le 26 mai 1673, est un cartographe, imprimeur-libraire et éditeur néerlandais.

## Biographie
Son père Willem Blaeu est cartographe officiel de la VOC. Son fils, Joan Blaeu, lui succède, dans les mêmes fonctions, de 1672 à 1705.

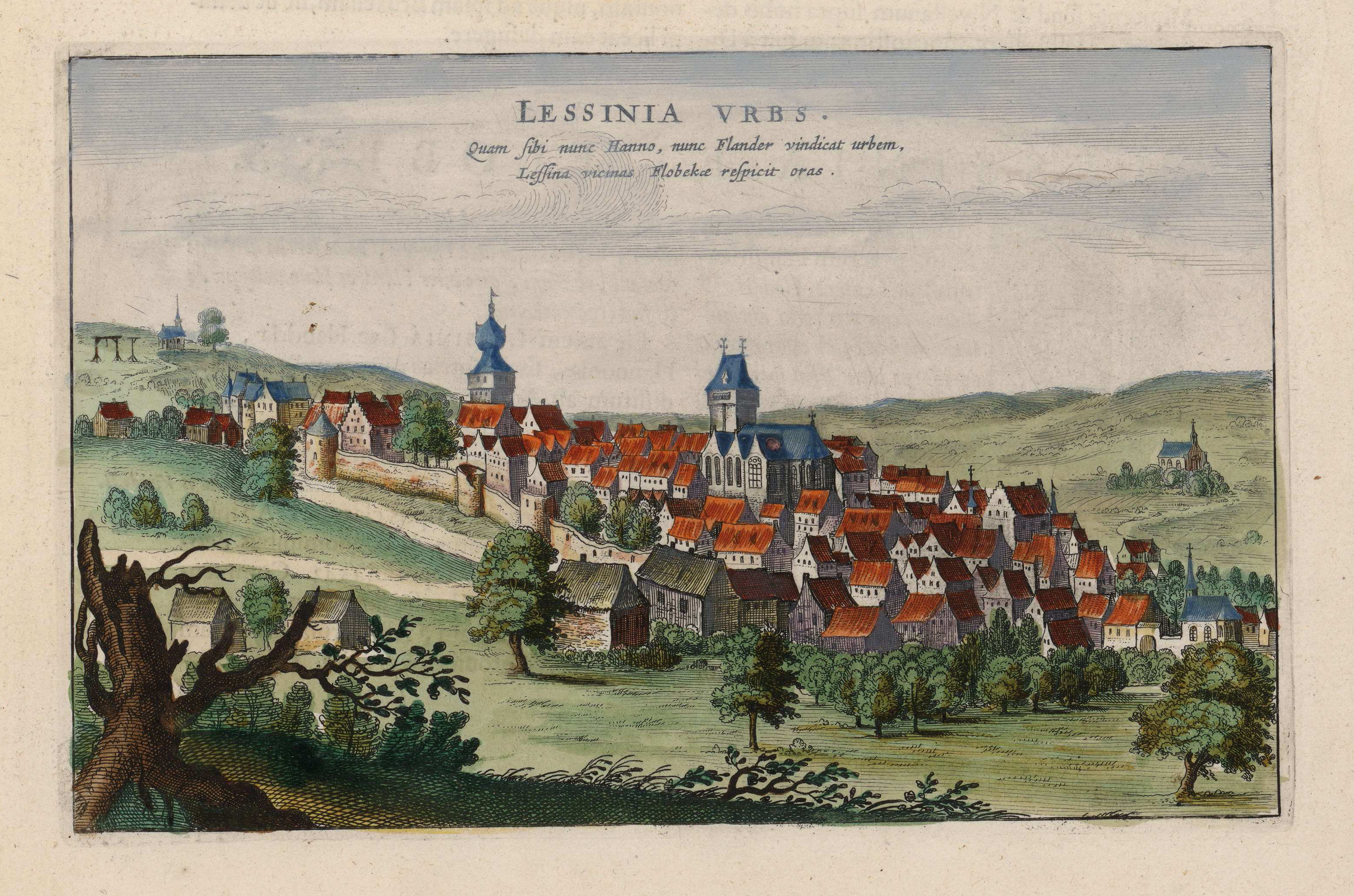
Lessines (c. 1649).

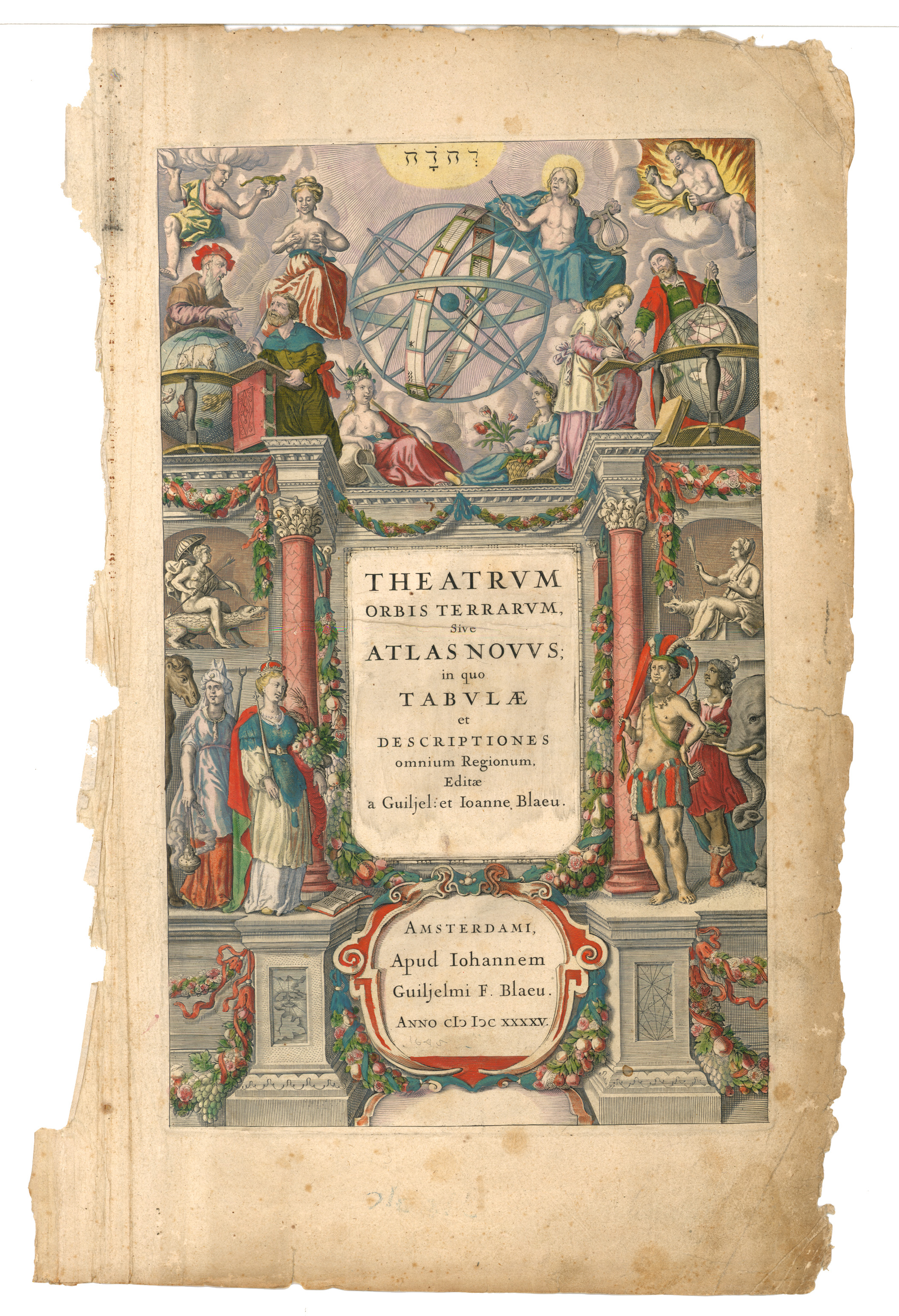
Atlas Maior (1645).

Il est son collaborateur depuis 1631 et poursuit son œuvre après son décès (1638). Il complète ainsi le Novus Atlas qu'il publie en trois volumes en 1640, quatre en 1645, six en 1655, pour finalement publier l’Atlas Maior, disponible en 9 ou 12 volumes, selon les éditions. L'Atlas Major est publié à environ 300 exemplaires ; il compte environ 600 planches. L'édition néerlandaise compte seulement 9 volumes tandis que celle légendée en français, plus complète, en compte 12.
Johannes est également responsable de l'expansion de la société familiale. Il s'appuie depuis les années 1640 sur la plus grande imprimerie du monde. En 1662, il publie la carte intitulée Nova et Accvratissima Totius Terrarum Tabula. Installée à Bloemgracht, cette imprimerie fait l'admiration de tous ses visiteurs. L'imprimerie Blaeu ne se limite pas à la production de cartes, atlas et globes, mais s'intéresse aussi aux publications les plus diverses, ouvrages religieux inclus. L'imprimerie disparaît au cours d'un incendie le 23 février 1672. Au cours de cet incendie, une partie des travaux en lien avec la préparation du Theatrum Statuum Sabaudiæ sont détruits. La société ne reprend pas ses activités après ce coup du sort ; Johannes Blaeu meurt peu après (1673). L'ouvrage consacré aux territoires de la maison de Savoie est édité après la mort de l'éditeur. Johannes est associé avec son frère Cornelis pour gérer l'affaire, mais ce dernier meurt à 34 ans (1644).